# Александър Лашков
Александър Лашков е български теолог, музикант, автор.

## Биография
Роден е в гр. Фердинанд (дн. Монтана) през 1943 г. Детството си прекарва в с. Лехчево, Монтанско. Завършва Духовната семинария в Черепиш, Духовната академия в София и Музикалната академия в Пловдив.
Работил е като диригент и музикален педагог. Композира предимно църковна музика. Автор е на шест православни литургии. През 1992 г. приема духовен сан, а от 1993 г. е свещеник в софийския храм „Света Троица“.
Автор е на книгите „Пътят към храма“ (1, 2, 3) и „С дух и истина“ (1, 2, 3), публикувани на български език от издателство „Нов човек“. Предлаганите беседи и проповеди предлагат мост между Божието слово и всекидневния живот, дават изобилна информация за православния храм и богослужение, както и знание за основните християнски празници.
Той също участва в множество предавания като „Вяра и общество“ по БНТ и новинарски емисии.